# Senza amore (film 2007)
Senza amore è un film drammatico prodotto dall'Italia nel 2007 diretto da Renato Giordano.

## Trama
Luigi è un bambino che ha difficoltà a relazionarsi con la madre, che è divorziata dal marito. A scuola si sente un emarginato e tutti prendono in giro il suo sogno: diventare un ballerino. Sua madre, Rita, vorrebbe iscriverlo in una scuola di danza, ma le diventa impossibile per via della crisi economica del nucleo familiare. Per il piccolo si apre una speranza quando un ufficiale di polizia, Angelo, entra nella sua vita. Ma, diversamente da quanto si possa aspettarsi, non è affatto l'inizio di un sogno, bensì di un incubo: Angelo abuserà sessualmente del piccolo. Luigi cercherà di dire tutta alla madre, che non gli crederà. Anzi, fa entrare in casa Angelo. In realtà, Rita è a conoscenza della verità, ma fa finta di niente per ricevere i soldi da parte dell'ufficiale. Soltanto l'intromissione da parte di Gaetano, il cognato di Luigi, farà terminare gli abusi.
Tuttavia, quando Luigi diventa grande, Gaetano muore in un incendio. Luigi sembra quasi sprofondare di nuovo nell'incubo degli abusi sessuali, ma decide di incontrare di sua spontanea volontà Angelo. Il ragazzo affronta così il commissario, cacciandolo fuori di casa. Laura, un'amica di Luigi, è pronta per partire a Roma con il fidanzato e ha intenzione di portare con sé anche l'amico. Luigi accetta, ma per lui inizia un susseguirsi di brutti eventi: se ne va dalla casa di Laura perché è di troppo; incomincia a prostituirsi; tenta il suicidio. Dopo aver conosciuto persone che lo riportano sulla retta via, e gli fanno realizzare il suo sogno d'infanzia, Luigi torna dalla madre, pronto per perdonarla. 